# Matías Donnet
Matías Abel Donnet (Esperanza, 18 aprile 1980) è un ex calciatore argentino, di ruolo centrocampista.

## Carriera
Donnet inizia nell'Unión de Santa Fe, dalla quale viene prelevato dal Venezia, dove raccoglie due presenze con nessuna marcatura. Torna quindi in patria, al Boca Juniors, con il quale vince la finale di Coppa Intercontinentale 2003, contro il Milan, realizzando il gol del pareggio che porterà la partita ai rigori e venendo eletto miglior giocatore della finale.
Trasferitosi negli Stati Uniti, nel DC United, dove colleziona 8 presenze e una rete, decide di tornare in Argentina, prima al Belgrano, poi al Newell's Old Boys e successivamente al club Unión de Santa Fe. L'8 gennaio 2011 passa al Club Olimpia.

## Palmarès

### Club

#### Competizioni nazionali
- Campionato argentino: 1

Boca Juniors: Apertura 2003
- MLS Supporters' Shield: 1

D.C. united: 2006
- Campionato paraguaiano: 1

Olimpia: Clausura 2011

#### Competizioni internazionali
- Coppa Libertadores: 1

Boca Juniors: 2003
- Coppa Intercontinentale: 1

Boca Juniors: 2003
- Coppa Sudamericana: 1

Boca Juniors: 2004

### Individuale
- Miglior giocatore della Coppa Intercontinentale: 1

2003